# Javier Martínez Calvo
Javier Martínez Calvo, noto anche con lo pseudonimo di Javi Martínez (Ólvega, 22 dicembre 1999), è un calciatore spagnolo, centrocampista dell'Eibar.

## Caratteristiche tecniche
È un centrocampista offensivo.

## Carriera
Cresciuto nel settore giovanile dell'Osasuna, debutta in prima squadra il 31 maggio 2019 giocando l'incontro di Segunda División vinto 3-2 contro il Córdoba. Al termine della stagione l'Osasuna centra la promozione ed il 19 luglio 2020 debutta nella massima divisione spagnola giocando l'incontro pareggiato 2-2 contro il Maiorca.
Il 9 novembre 2020 rinnova il proprio contratto con il club rossoblù fino al 20 giugno 2023; il 17 gennaio 2021 segna la sua prima rete in prima squadra nell'incontro di Coppa del Re vinto 2-0 contro l'Espanyol.

## Statistiche

### Presenze e reti nei club
Statistiche aggiornate al 26 gennaio 2023.
| Stagione        | Squadra         | Campionato      | Campionato | Campionato | Coppe nazionali | Coppe nazionali | Coppe nazionali | Coppe continentali | Coppe continentali | Coppe continentali | Altre coppe | Altre coppe | Altre coppe | Totale | Totale | Totale |
| Stagione        | Squadra         | Comp            | Pres       | Reti       | Comp            | Pres            | Reti            | Comp               | Pres               | Reti               | Comp        | Pres        | Reti        | Pres   | Reti   |        |
| --------------- | --------------- | --------------- | ---------- | ---------- | --------------- | --------------- | --------------- | ------------------ | ------------------ | ------------------ | ----------- | ----------- | ----------- | ------ | ------ | ------ |
| 2016-2017       | Osasuna B       | SDB             | 1          | 0          |                 | -               | -               |                    | -                  | -                  |             | -           | -           | 1      | 0      |        |
| 2017-2018       | Osasuna B       | SDB             | 32         | 1          |                 | -               | -               |                    | -                  | -                  |             | -           | -           | 32     | 1      |        |
| 2018-2019       | Osasuna B       | TD              | 16         | 2          |                 | -               | -               |                    | -                  | -                  |             | -           | -           | 16     | 2      |        |
| 2019-2020       | Osasuna B       | SDB             | 22         | 1          |                 | -               | -               |                    | -                  | -                  |             | -           | -           | 22     | 1      |        |
| 2020-2021       | Osasuna B       | SDB             | 5          | 1          |                 | -               | -               |                    | -                  | -                  |             | -           | -           | 5      | 1      |        |
| 2018-2019       | Osasuna         | SD              | 1          | 0          | CR              | 0               | 0               |                    | -                  | -                  |             | -           | -           | 1      | 0      |        |
| 2019-2020       | Osasuna         | PD              | 1          | 0          | CR              | 1               | 0               |                    | -                  | -                  |             | -           | -           | 2      | 0      |        |
| 2020-2021       | Osasuna         | PD              | 13         | 1          | CR              | 4               | 1               |                    | -                  | -                  |             | -           | -           | 17     | 2      |        |
| 2021-2022       | Osasuna         | PD              | 26         | 1          | CR              | 3               | 0               |                    | -                  | -                  |             | -           | -           | 29     | 1      |        |
| Totale Osasuna  | Totale Osasuna  | Totale Osasuna  | 41         | 2          |                 | 8               | 1               |                    | -                  | -                  |             | -           | -           | 49     | 3      |        |
| 2022-2023       | Albacete        | SD              | 7          | 0          | CR              | 1               | 0               |                    | -                  | -                  |             | -           | -           | 8      | 0      |        |
| Totale carriera | Totale carriera | Totale carriera | 124        | 7          |                 | 9               | 2               |                    | -                  | -                  |             | -           | -           | 133    | 9      |        |